# Апостольская администратура Кавказа
 Апостольская администратура Кавказа  (лат. Administratio Apostolica Caucasi Latinorum, итал. Amministrazione apostolica del Caucaso dei Latini) — апостольская администратура Римско-Католической церкви с центром в городе Тбилиси, Грузия. Апостольская администратура подчиняется непосредственно Святому Престолу. Кафедральным собором апостольской администратуры Кавказа является собор Успения Пресвятой Девы Марии в Тбилиси.

## История
30 декабря 1993 года Святой Престол выпустил декрет «Quo aptius», которым учредил апостольскую администратуру Кавказа для католиков латинского обряда. Первоначально в юрисдикцию апостольской администратуры Кавказа входили территории Азербайджана, Армении и Грузии.
11 октября 2000 года, после образования миссии Sui iuris в Баку, из апостольской администратуры Кавказа была выделена территория Азербайджана.

## Ординарии
- епископ Джузеппе Пазотто (с 29.11.1993 по 1999 Апостольский Адмигистратор— с 06.01.2000 по настоящее время Епископ Ординарий ).